# Vylkove
Vylkove (ukrajinsky Вилкове, rusky Вилково – Vilkovo, rumunsky Vâlcov) je město v Oděské oblasti na Ukrajině. V roce 2004 v něm žilo přes devět tisíc obyvatel.

## Poloha
Město leží v dunajské deltě na severním břehu Kilijského ramene. Je posledním sídlem na Dunaji, který zde tvoří rumunsko-ukrajinskou státní hranici, před jeho ústím do Černého moře.

## Dějiny
Nejstaršími doloženými obyvateli oblasti byli Lipované. Samo Vylkove bylo založeno v roce 1746, kdy oblast patřila Osmanské říši. Na město bylo povýšeno v roce 1762.